# Kerkench
Kerkench (ryska: Керкунч) är en ort i Azerbajdzjan.   Den ligger i distriktet Şamaxı, i den centrala delen av landet, 110 km väster om huvudstaden Baku. Kerkench ligger 760 meter över havet och antalet invånare är 731.
Terrängen runt Kerkench är kuperad. Närmaste större samhälle är Shamakhi, 8,7 km nordost om Kerkench.
Trakten runt Kerkench består till största delen av jordbruksmark. Runt Kerkench är det ganska glesbefolkat, med 31 invånare per kvadratkilometer.